# JarroNegro
JarroNegro es una distribución GNU/Linux que fue diseñada para ejecutarse en modo LiveCD y poder instalarse. Puede ejecutarse en equipo de cómputo X86 con características mínimas de 600 mhz y 512 Mb en RAM. El desarrollo inicio en el 2005 y la primera versión se publicó el 18 de enero de 2006.

## Historia
El proyecto de la distribución JarroNegro nació durante la Opción Técnica mantenimiento a sistemas de microcómputo en el Colegio de Ciencias y Humanidades plantel Naucalpan. Se unieron un par de estudiantes y el profesor de mantenimiento a sistemas de microcomputo y decidieron elaborar una distribución para el plantel. A partir de la versión 2 decidieron elaborar una distribución no solo para el Colegio de Ciencias y Humanidades, sino para los países de habla hispana. También desarrollaron el empaquetado JNP, que ayuda a mantener actualizada la distribución. 
Hay que destacar que no está basada en ninguna otra distribución GNU/Linux, aunque originalmente se basó en Debian GNU/Linux. En mayo de 2015, se constituye una empresa para continuar con el desarrollo de la distribución.

## Versiones
4.0.0
- Fecha de lanzamiento:	25/06/2021
- Escritorio:Enlightenment
- Empaquetado: JNP

3.0.0
- Fecha de lanzamiento:	24/02/2014
- Escritorio:Enlightenment
- Empaquetado: JNP

2.1.0
- Fecha de lanzamiento:	13/04/2012
- Escritorio:Enlightenment
- Empaquetado: JNP/RPM

2.0.3
- Fecha de lanzamiento:	26/01/2011
- Escritorio:Enlightenment
- Empaquetado: JNP/RPM

2.0.2
- Fecha de lanzamiento:	25/12/2008
- Escritorio:Enlightenment
- Empaquetado: JNP/RPM

2.0.1
- Fecha de lanzamiento:	13/04/2008
- Escritorio:Enlightenment
- Empaquetado: JNP

2.0.0
- Fecha de lanzamiento:	01/01/2008
- Escritorio:Enlightenment
- Empaquetado: JNP

1.1.2
- Fecha de lanzamiento:	05/03/2007
- Escritorio:Gnome, Xfce, Wmaker, Icewm
- Empaquetado: TGZ

1.1.1
- Fecha de lanzamiento:	16/09/2006
- Escritorio:Gnome, Xfce, Wmaker, Icewm
- Empaquetado: TGZ

1.0.1
- Fecha de lanzamiento:	10/04/2006
- Escritorio:KDE, Xfce, Wmaker, Icewm
- Empaquetado: TGZ

1.0.0
- Fecha de lanzamiento:	18/01/2006
- Escritorio:KDE, Xfce, Wmaker, Icewm
- Empaquetado: TGZ